# Ducat de Veragua

Escut del Ducat de Veragua

El Ducat de Veragua és un títol nobiliari hereditari concedit al regne de Castella, el 1537, a Luis Colón i Álvarez de Toledo, net del descobridor d'Amèrica.

Aquest Ducat fou creat el 1537 per Carles I d'Aragó i Castella essent concedit al Luis Colón i Toledo, net primogènit de Cristòfor Colom, junt amb el títol de Marqués de Jamaica a canvi de la renúncia als títols de virrei de les terres descobertes del Mar Oceà, i a una renda del 10% dels guanys dels territoris descoberts.
El territori del ducat constava d'un quadrat perfecte, de vint-i-cinc llegues de costat comptades cap a l'oest de la desembocadura del riu Betlem en el mar Carib, en territori de l'actual República de Panamà. Segons aquestes mides el territori del Ducat arribava fins a les costes del Pacífic.
Luis Colom i Toledo organitzà diverses expedicions per tal de fer efectiva la seva autoritat en el territori, però totes fracassaren degut a la resistència dels indígenes i dificultats topogràfiques i climàtiques. En una d'aquestes expedicions Francisco Colón, germà de Luis, morí a mans dels indígenes.
EL 1556, Luis retornà el senyoriu del territori a la Corona a canvi d'una renda anual de 17.000 ducats, que es pagà als seus hereus fins a l'any 1898, i la conservació del Títol Ducal.
Cristóbal Colón de Carvajal y Gorosábel és l'actual Duc de Veragua.

## Llista dels Ducs de Veragua
| Desde | hasta    | Ducat de Veragua                                                          |
| ----- | -------- | ------------------------------------------------------------------------- |
| 1537  | 1572     | Luis Colón de Toledo, I duc de Veragua.                                   |
| 1572  | 1577     | Felipa Colón de Toledo, II duquessa de Veragua                            |
| 1577  | 1626     | Nuño Álvares Pereira Colón i Portugal, III duc de Veragua                 |
| 1626  | 1636     | Álvaro Colón, IV duc de Veragua                                           |
| 1636  | 1673     | Pedro Nuño Colón de Portugal, V duc de Veragua                            |
| 1673  | 1710     | Pedro Manuel Colón de Portugal, VI duc de Veragua                         |
| 1710  | 1733     | Pedro Manuel Nuño Colón de Portugal, VII duc de Veragua                   |
| 1733  | 1739     | Catalina Ventura Colón de Portugal, VIII duquessa de Veragua              |
| 1739  | 1785     | James Fitz-James Stuart, IX duc de Veragua                                |
| 1785  | 1787     | Carlos Bernardo Fitz-James Stuart i Silva, X duc de Veragua               |
| 1787  | 1821     | Mariano Colón de Larreátegui i Ximénez de Embún, XI duc de Veragua        |
| 1821  | 1866     | Pedro Colón i Ramírez de Baquedano, XII duc de Veragua                    |
| 1866  | 1910     | Cristóbal Colón de la Cerda y Gante, XIII duc de Veragua                  |
| 1910  | 1936     | Cristóbal Colón i Aguilera, XIV duc de Veragua                            |
| 1936  | 1941     | Ramón Colón de Carvajal i Hurtado de Mendoza, XV duc de Veragua           |
| 1941  | 1986     | Vicealmirall Cristóbal Colón de Carvajal i Maroto, XVI duc de Veragua     |
| 1986  | Presente | Vicealmirall Cristóbal Colón de Carvajal i Gorosábel, XVII duc de Veragua |